# Prescripció (medicina)
La prescripció, en medicina, és l'acte professional del metge, odontòleg, podòleg, infermer i veterinari que consisteix a receptar una determinada medicació o indicar un determinat tractament a un pacient.

## Elements d'una recepta[calcitació]

Símbol de recepta

Pot anar encapçalada per l'abreviatura Rp o Rp/, del llatí recipe, i actualment sol encapçalar-se amb Dp/ o DPS (dispensi's). En anglès l'abreviatura és Rx, amb les lletres superposades.
- El cos de la recepta, destinat al farmacèutic.
- El volant de les instruccions per al pacient, que pot separar-se de l'anterior.
- Els medicaments estupefaents i psicotròpics requereixen una recepta especial, segons la legislació local.

## Història de les receptes[calcitació]
Antigament la recepta era la nota que per escrit donava el metge o el cirurgià al farmacèutic per a la composició d'un remei. Constava de tres parts:
- Inscripció. Contenia els noms de les substàncies medicamentoses que, en totalitat i tractant-se d'una porció, comprenia:
  - la base
  - l' intermedi
  - el coadjuvant correctiu
  - el vehicle
  - els correctius
- Subscripció. Donava les instruccions sobre el mode de preparar dites substàncies, a fi que la proporció fos com devia ser, o bé es reduís senzillament a les lletres h.s.a.: hágase según arte.
- Instrucció. Descrivia la forma en què devia administrar-se el medicament.

Acabava la recepta amb data i signatura.

## Principis per una Prescripció Prudent
Consells dirigits als sanitaris:
- Busqui en primera instància alternatives no farmacològiques.
- Consideri les causes subjacents, potencialment tractables, dels problemes, en lloc de tractar els símptomes amb medicaments.
- Busqui oportunitats per a la prevenció en lloc de centrar-se en el tractament de símptomes o d'una malaltia avançada.
- Sempre que sigui possible utilitzi el temps com un test diagnòstic i terapèutic. S'ha de ser especialment prudents davant de símptomes sense un diagnòstic definit o patologies potencialment autolimitades, ja que cedir al reflex de prescriure un medicament pot contribuir a confondre el quadre clínic i crear incertesa. Sovint, la reavaluació del cas i un estret seguiment del mateix són tan efectius i acceptables per al pacient com la prescripció d'un fàrmac.[4]
- Manegi pocs medicaments però aprengui a utilitzar-los bé.
- Eviti el canvi continu a nous medicaments sense tenir motius clars i concloents basats en l'evidència.
- Sigui escèptic amb el tractament individualitzat. No es poden extrapolar els resultats en un subgrup obtingut de l'anàlisi estadística posterior (a la realització de l'estudi) a un pacient individual. El resultat positiu en el subgrup ha de servir per a dur a terme un estudi posterior en una població amb les característiques que han estat favorables en el subgrup davant d'un grup de control (o davant un grup amb un altre tractament ha contrastar).[5] Cal tenir en compte per a un pacient en concret si cal arribar als extrems de control (que comportarà un nombre de fàrmacs elevats amb els seus efectes adversos) d'una patologia crònica, segons els barems indicats en guies en què els índexs de morbiditat i mortalitat són diferents als de la població que tractem, ja sigui geogràficament, per edat i/o pronòstic d'anys de vida.[6]
- Sempre que sigui possible, comenci el tractament amb un sol fàrmac. Davant de diverses patologies s'aconsella iniciar el tractament de cada patologia de manera individualitzada i no intentar tractar els diversos símptomes tots alhora, ja que poden aparèixer efectes adversos que ens dificultin el correcte diagnòstic i tractament.[7]
- Davant d'un nou problema de salut pensi en primer lloc si pot tractar-se d'una reacció adversa a medicament.
- Informi als pacients sobre les possibles reaccions adverses que poden provocar els seus medicaments perquè siguin capaços de reconèixer-los al més aviat possible en cas que apareguin.
- Pensi si no s'està promovent i alhora tractant, una síndrome d'abstinència (a un medicament).
- Informi's dels nous medicaments i les noves indicacions emprant fonts fiables i independents.
- No tingui pressa per utilitzar medicaments de recent comercialització. Fins i tot quan un nou fàrmac és aparentment segur o efectiu l'experiència d'ús és, generalment, limitada, no ha passat el temps suficient i/o molt pocs pacients han estat exposats al seu efecte per identificar les reaccions adverses menys freqüents o aquelles que apareixen a llarg termini. Els genèrics, per portar més temps en el mercat, són en general més segurs causa de la seva llarga trajectòria.[8]
- Asseguri's que el medicament millora els resultats clínics orientats al pacient en comptes de variables subrogades orientades a la malaltia. En les valoracions d'eficàcia dels fàrmacs no es poden agrupar les variables dels resultats, per exemple un fàrmac podria millorar la suma de nombre d'infarts amb el nombre de morts sobtades, però podria ser degut a costa de més morts sobtades.[9]
- Defugi l'ampliació o extrapolació d'indicacions.
- No es deixi seduir per l'elegant farmacologia molecular o fisiològica d'alguns fàrmacs. Només estarem realment davant una innovació terapèutica quan, el medicament nou, després de comparar-lo amb les alternatives terapèutiques ja existents a la pràctica clínica habitual, ofereixi suficients beneficis per als pacients com per ser utilitzat preferentment en un determinat problema de salut o malaltia.[10]
- Tingui precaució amb la promoció selectiva d'estudis. Cal tenir en compte que es publiquen més els resultats positius d'un tractament que un resultat nul o negatiu, el que pot donar lloc a una falsa visió de l'eficàcia d'un tractament.[11]
- No cedeixi de forma precipitada i poc crítica a les peticions dels pacients, especialment amb els medicaments que es coneixen per la publicitat.
- Davant d'un fracàs terapèutic eviti prescriure més fàrmacs sense abans comprovar l'adherència al tractament (que realment segueixi) del pacient.
- Eviti tornar a prescriure medicaments que ja han estat administrats prèviament al pacient sense obtenir resposta, o que van causar una reacció adversa.
- Suspengui el tractament amb fàrmacs innecessaris o que no estan sent efectius.
- Respecti els dubtes expressats pels pacients sobre els seus medicaments.
- Pensi més enllà dels beneficis a curt termini dels fàrmacs i valori els beneficis i riscos a més llarg termini.
- Busqui oportunitats per millorar els sistemes de prescripció i fer canvis que facin més segura la prescripció i ús de medicaments.

## Criteris de qualitat de prescripció farmacèutica
A l'estat espanyol les diferents comunitats autònomes hi ha una sèrie d'indicadors d'ús de medicaments en un intent d'aproximar-se a la mesura de la qualitat de la prescripció farmacològica dels seus/de les seves professionals. Aquests conjunts d'indicadors, són coneguts com a estàndards de qualitat de prescripció de medicaments, segons la millor evidència científica disponible.
S'acostumen a ajustar d'acord amb la prevalença dels problemes de salut. Així es valoren el nombre i tipus d'antihipertensius prescrits, el percentatge d'utilització de fàrmacs d'eficàcia provada, etc.

## La prescripció a Catalunya
El 2010 s'acabà d'implementar a Catalunya el Sistema Informàtic de Recepta Electrònica (SIRE).